# Pyrimorph
Pyrimorph ist eine chemische Verbindung aus der Gruppe der Morpholine und ein Fungizid. Seine Struktur ist ähnlich Flumorph und Dimethomorph.
Pyrimorph wurde 2003 von der China Agricultural University entwickelt. Es hat eine ausgezeichnete Wirkung gegen Rhizoctonia solani und einige Oomyceten wie Phytophthora infestans, Pseudoperonospora cubensis, Peronophythora litchii sowie Phytophthora capsici.

## Zulassung
Pyrimorph ist in der Europäischen Union und in der Schweiz nicht als Pflanzenschutzwirkstoff zugelassen.